# Agropyron cristatum
Espèce
Agropyron cristatum (agropyre à crête) est une espèce de plantes monocotylédones de la famille des Poaceae, originaire d'Eurasie.
C'est une plante herbacée vivace, cespiteuse, résistante à la sécheresse, qui s'établit en peuplements denses, monospécifiques, qui tendent à supplanter la végétation indigène. Elle est souvent cultivée comme plante fourragère ou pour lutter contre l'érosion. C'est une plante bien connue comme espèce introduite et envahissante, largement répandue dans les prairies des États-Unis et du Canada.
Noms vernaculairesagropyre à crête, agropyron accrêté, chiendent à crête, chiendent pectiné.

## Description
Agropyron cristatum est une plante herbacée formant des touffes denses, dont les tiges (chaumes) dressées peuvent atteindre  30 à 50 cm de haut à maturité. 
Les gaines foliaires sont scabres, et celles de la base sont pubescentes.
Le limbe foliaire qui peut avoir jusqu'à 8 mm de large, est scabre à pubescent à la face supérieure.
L'inflorescence est un épi plat, long de 2 à 7 cm, composé d'épillets de 8 à 15 mm de long, comptant 3 à 5 fleurons.
Les glumes, de 4 à 6 mm de long, portent une arête à leur extrémité. Les glumelles (lemmes), de 4 à 6 mm de long, portent une arête ou non.
 Agropyron cristatum  est l'une des espèces de graminées qui connait un taux de prédation de ses graines parmi les plus élevés. Certaines espèces animales, granivores, se nourrissent des graines de cette plante comme source d'alimentation principale, voire exclusive. Même si cela pourrait être un risque pour la capacité de la plante de se reproduire durablement si ses graines étaient toutes consommées, cette forte prédation démontre qu'Agropyron cristatum est une source de nourriture importante pour la faune.

## Distribution
L'aire de répartition originelle d''Agropyron cristatum se trouve en Eurasie et comprend une vaste zone englobant les montagnes de l'Altaï, la Sibérie centrale, la Yakoutie et l'Extrême-Orient russe, la Mongolie et le nord de la Chine, le Japon, la Corée, le Pakistan, le sud-ouest de l'Asie et l'Europe. 
L'espèce a été introduite dans d'autres régions du monde où elle s'est naturalisée : Australasie, Amérique du Nord et du Sud, et Afrique du Nord. 

## Taxinomie
Agropyron cristatum a été décrite initialement en 1753 par Linné sous le nom de Bromus cristatus, puis reclassée par  Joseph Gaertner dans le genre Agropyron et publiée dans Novi Commentarii Academiae Scientiarum Imperalis Petropolitanae (14: 540) en 1770. 

### Liste des sous-espèces et variétés
Selon NCBI (1 juillet 2016) :
- sous-espèce Agropyron cristatum subsp. incanum
- sous-espèce Agropyron cristatum subsp. pectinatum
  - variété Agropyron cristatum var. imbricatum
  - variété Agropyron cristatum var. pectinatum
- sous-espèce Agropyron cristatum subsp. ponticum

Selon Tropicos (1 juillet 2016) (Attention liste brute contenant possiblement des synonymes) :
- sous-espèce Agropyron cristatum subsp. badamense (Drobow) Á. Löve
- sous-espèce Agropyron cristatum subsp. baicalense E.M. Egorova & Sipliv.
- sous-espèce Agropyron cristatum subsp. birjutczense (Lavrenko) Á. Löve
- sous-espèce Agropyron cristatum subsp. brandzae (Panţu & Solacolu) Melderis
- sous-espèce Agropyron cristatum subsp. bulbosum (Boiss.) Á. Löve
- sous-espèce Agropyron cristatum subsp. caespitosum Bornm.
- sous-espèce Agropyron cristatum subsp. cristatum
- sous-espèce Agropyron cristatum subsp. dasyanthum (Ledeb.) Á. Löve
- sous-espèce Agropyron cristatum subsp. desertorum (Fisch. ex Link) Á. Löve
- sous-espèce Agropyron cristatum subsp. dunensis (Grinţ.) Dihoru & Negrean
- sous-espèce Agropyron cristatum subsp. erikssonii (Melderis) Á. Löve
- sous-espèce Agropyron cristatum subsp. fragile (Roth) Á. Löve
- sous-espèce Agropyron cristatum subsp. imbricatum (M. Bieb.) Á. Löve
- sous-espèce Agropyron cristatum subsp. incanum (Nábĕlek) Melderis
- sous-espèce Agropyron cristatum subsp. kazachstanicum Tzvelev
- sous-espèce Agropyron cristatum subsp. michnoi (Roshev.) Á. Löve
- sous-espèce Agropyron cristatum subsp. mongolicum (Keng) Á. Löve
- sous-espèce Agropyron cristatum subsp. nathaliae (Sipliv.) Á. Löve
- sous-espèce Agropyron cristatum subsp. pachyrrhizum (A. Camus) Á. Löve
- sous-espèce Agropyron cristatum subsp. pectinatum (M. Bieb.) Tzvelev
- sous-espèce Agropyron cristatum subsp. pinifolium (Nevski) Bondar ex Korovina
- sous-espèce Agropyron cristatum subsp. ponticum (Nevski) Tzvelev
- sous-espèce Agropyron cristatum subsp. puberulum (Boiss. ex Steud.) Tzvelev
- sous-espèce Agropyron cristatum subsp. pumilum (Steud.) Á. Löve
- sous-espèce Agropyron cristatum subsp. sabulosum Lavrenko
- sous-espèce Agropyron cristatum subsp. sclerophyllum Novopokr.
- sous-espèce Agropyron cristatum subsp. sibiricum (Willd.) Á. Löve
- sous-espèce Agropyron cristatum subsp. stepposum (Dubovic) Á. Löve
- sous-espèce Agropyron cristatum subsp. tarbagataicum (Plotn.) Tzvelev
- variété Agropyron cristatum var. brachyatherum Maire
- variété Agropyron cristatum var. calvum (Schur) Domin
- variété Agropyron cristatum var. ciliatum Besser
- variété Agropyron cristatum var. cristatum
- variété Agropyron cristatum var. desertorum (Fisch. ex Link) Dorn
- variété Agropyron cristatum var. elongatum B. Fedtsch.
- variété Agropyron cristatum var. erikssonii Melderis
- variété Agropyron cristatum var. fragile (Roth) Dorn
- variété Agropyron cristatum var. glabra Rchb.
- variété Agropyron cristatum var. glabriglume Tzvelev
- variété Agropyron cristatum var. glabrispiculatum Tzvelev
- variété Agropyron cristatum var. hirsutum Besser
- variété Agropyron cristatum var. humile Sukaczev
- variété Agropyron cristatum var. imbricatum (Stev. ex M. Bieb.) Beck
- variété Agropyron cristatum var. incanum Nábĕlek
- variété Agropyron cristatum var. macrantha Roshev.
- variété Agropyron cristatum var. pectinatum (M. Bieb.) Roshev. ex B. Fedtsch.
- variété Agropyron cristatum var. pectiniforme (Roem. & Schult.) H.L. Yang
- variété Agropyron cristatum var. pluriflorum H.L. Yang
- variété Agropyron cristatum var. puberulum Boiss.
- variété Agropyron cristatum var. submuticum Grossh.
- variété Agropyron cristatum var. velutinum Grossh.
- variété Agropyron cristatum var. villosum Litv. ex Fedtsch.